# Posun pixelů
Posun pixelů - termín používaný jako metoda zvyšování rozlišení v zařízeních pro digitální zpracování obrazů a projektorů.
V důsledku čtyř následných posunů matice o jeden pixel po celém Bayerovém filtru fotoaparátu se pořídí čtyři snímky, které jsou poté zpracovány speciálním softwarem, který je spojí do jednoho konečného snímku. V porovnání s běžným Bayerovým systémem, kdy každý pixel získává informace pouze o jedné barvě a barva každého pixelu obrazu se vypočítává interpolací, nový systém umožňuje získat každému pixelu skutečné informace o každé ze tří základních barev. Jinými slovy, kamera získává čtyřikrát více informací o snímaném objektu než dříve.

## Výhody a nevýhody
Výhody použití technologie Pixel Shift zahrnují vyšší rozlišení, než je možné při běžném snímání. Technologie umožňuje zlepšit detaily tím, že shromažďuje více informací o texturách a detailů v obraze, umožňuje dosáhnout přesnějšího bílého vyvážení v obrazech a snížit úroveň šumu díky větší přesnosti shromažďování informací. Další výhodou technologie Pixel Shift je, že umožňuje snímat obraz s vysokým dynamickým rozsahem. Díky získání informací o každé ze tří základních barev z každého pixelu je možné dosáhnout většího rozsahu jasu mezi nejjasnějšími a nejtmavšími částmi obrazu. To znamená, že snímky mají větší množství informací, což umožňuje lepší zpracování a vytvoření více vyvážených a detailních obrázků. Tato vlastnost je obzvláště užitečná pro fotografie s vysokým kontrastem, jako jsou krajiny, architektura a portréty s protisvětlem.
Pro použití této technologie musí být objekty statické a musí být v dobře osvětlených podmínkách. Použití pixel shift zvyšuje také dobu expozice, protože kamera musí pořídit několik snímků, což může vést k rozmazání obrazu při pohybu v obraze.

## Historie
Technologie Pixel Shift byla vyvinuta již v roce 1999 japonskou společností Olympus. Technologie byla použita k zvýšení počtu pixelů a zlepšení barevného podání v matricích videokamer a fotoaparátů. Od té doby byla technologie Pixel Shift zdokonalena a používá se v moderních digitálních fotoaparátech a dalších zařízeních. Pixel Shift se používá v digitálních fotoaparátech a videokamerách s vysokým rozlišením, jako jsou Pentax K-1, Sony A7R III, Fujifilm GFX 100S a další.